# Marc Arrazola de Oñate
Marc Albert Arrazola de Oñate (Brussel, 25 april 1612 - Brugge, 1674) ook geschreven als Arazola d'Ognati en verbasteringen daarop, was een telg uit het oud Spaans adellijk geslacht Arrazola de Oñate. Hij werd ridder door de geloofsbrieven van Filips IV (1647), en was  luitenant-generaal van de valkeniers van Vlaanderen in 1645 en burgemeester van het Brugse Vrije van 1649 tot 1659.

## Levensloop
Marc Arrazola de Oñate werd op 25 april 1612 in Brussel geboren als zoon van Jan Alexander Arrazola de Oñate, secretaris van de Aartshertogen Albrecht en Isabella en van de Engelse Beatrix Heath, wat mee zijn goede contacten met het hof van de Stuarts verklaart. Hij werd op 27 april 1612 gedoopt in de St.-Goedelekathedraal in Brussel. De peter was de Aartshertog Albrecht, vertegenwoordigd door Pierre de Aguilar, de meter was Vincente Ferrer, hofdame van de Infante, vertegenwoordigd door Maria de Massatein.
Hij doorliep een korte militaire loopbaan, tot aan zijn huwelijk met Maria Lucrecia Bulteel de la Nieppe (14 december 1607 - 12 november 1639), op 4 september 1636 in de Nonnenbossenabdij in Zonnebeke. Uit dit huwelijk volgden 2 kinderen.
- Jeroom Nikolaas Arrazola de Oñate, kapitein van een cavalerieregiment renbodes in dienst van Spanje, schepen van Brugge in 1706, overleden in Brugge op 6 (of 19) juli 1749.
- Henri Frans Arrazola de Oñate, jezuïet.

Na het overlijden van Maria in 1639 huwde Marc in 1642 met de zus van Vincent Stochove, Josiane Stochove (8 maart 1609 - 10 januari 1671).
Ook uit dit huwelijk volgden kinderen.
Marc stierf in 1674 en werd begraven in de kapel van het klooster van de Engelse franciscanessen (in de gebouwen van het vroegere Prinsenhof) in Brugge, waarvan hij de stichter en mecenas was.

## Loopbaan

### Schepen Brugse Vrije

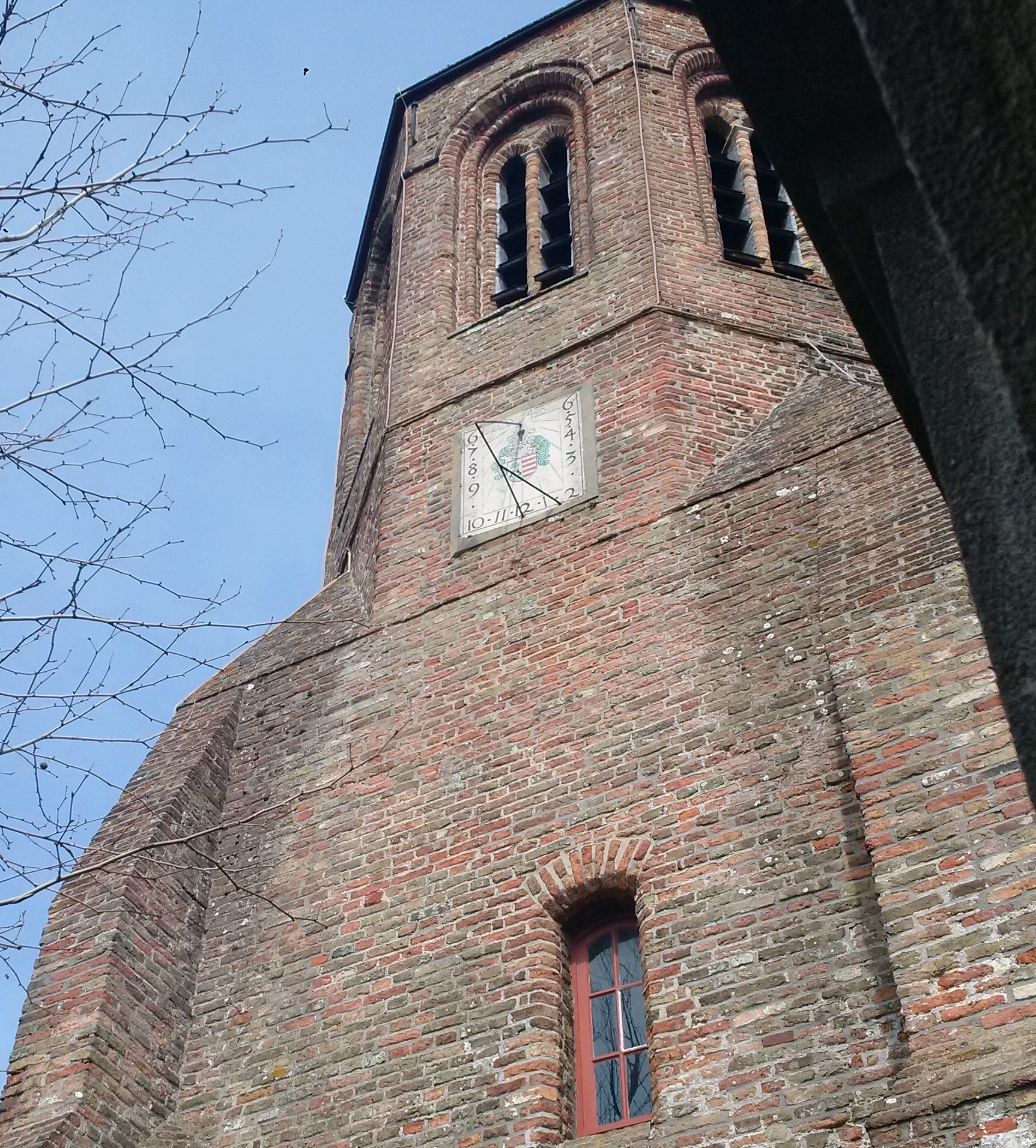
De zonnewijzer van de St.-Margarethakerk te Knokke met het wapenschild van de familie Arrazola de Oñate

De loopbaan in Brugge van Arrazola begon in 1648, op een voor die tijd ongewone manier. Hij diende in zijn ambt van schepen van het Brugse Vrije bevestigd te worden door de magistratuur van deze instelling. De schepen waarvan hij de plek innam, Philippe de le Flye, had namelijk ontslag genomen om de plaats, naar goede gewoonte, over te laten aan zijn zoon, Pierre. Hierop werd echter Arrazola benoemd wat leidde tot een proces. De magistraten argumenteerden hierbij dat een benoeming voor het leven was en dat de le Flye bijgevolg geen ontslag had kunnen nemen. 
Arrazola won het proces en werd in zijn ambt bevestigd. De invloed van zijn familie droeg hier ongetwijfeld toe bij gezien zijn broer Jan lid was van de Raad van Financiën, zijn broer Michel raadsheer in de Rekenkamer, zijn broer Matheus kanunnik van de Kathedraal van Sint-Michiel en Sint-Goedele, en zijn zwager André Smellinck secretaris van de Geheime Raad.

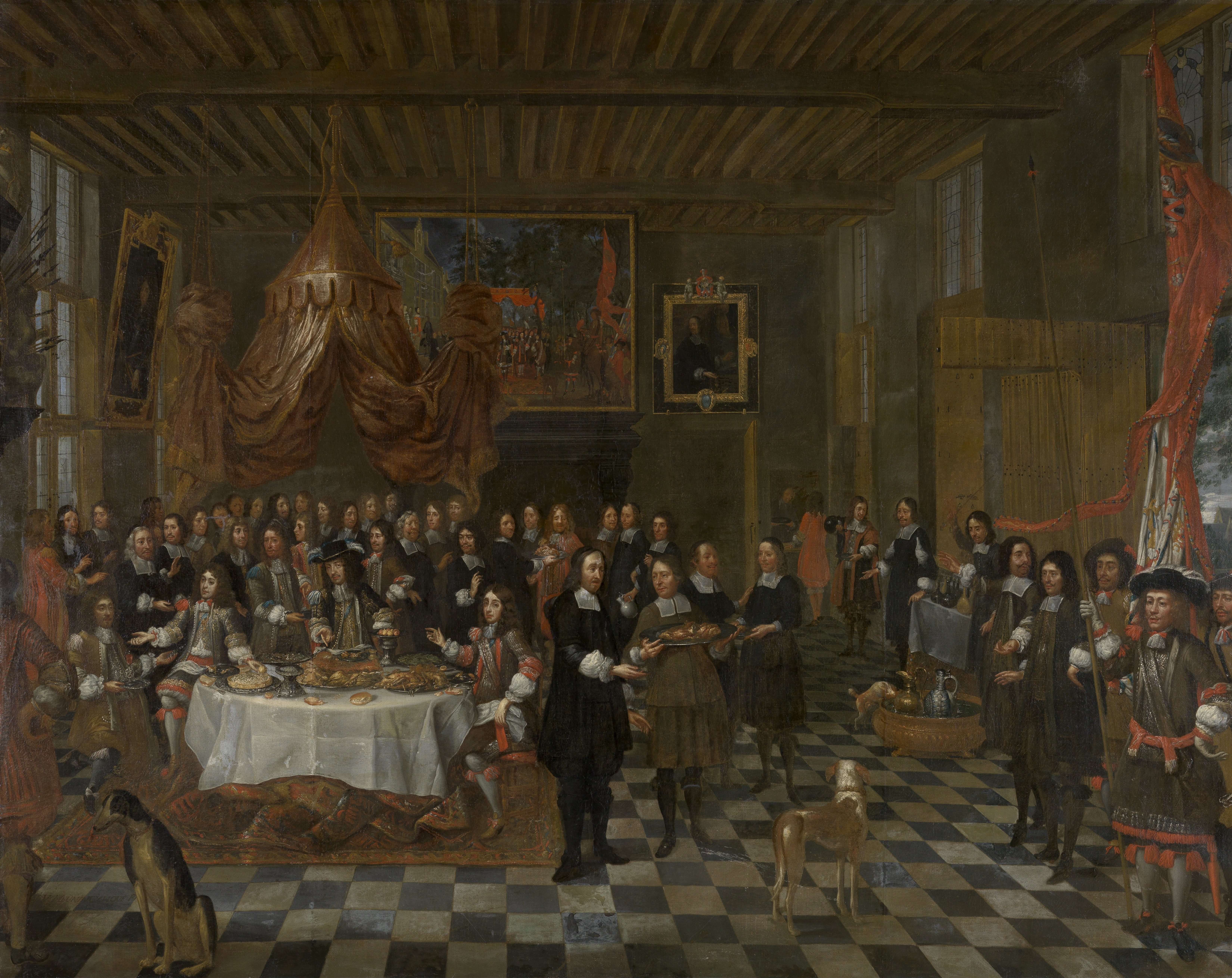
Marc Arrazola die uiterst links de wijn aanbiedt aan de Hertog Van York.

### Burgemeester Brugse Vrije en buitengewoon ambassadeur
Reeds in het daaropvolgende jaar, 1649, werd Arrazola burgemeester van het Brugse Vrije, een functie die hij in de volgende jaren bij herhaling uitoefende. In deze functie, en als schoonbroer en raadgever van de Brugse burgemeester Vincent Stochove, ontmoette hij in 1656 de verjaagde koning van Engeland, Karel II. Deze vond in Arrazola een goede gesprekspartner, die vlot Engels sprak en de onfortuinlijke, berooide koning financieel ondersteunde. 
Toen Karel II in 1660 kon terugkeren naar Engeland, reisde Arrazola mee af naar Londen als officieel gezant en buitengewoon ambassadeur van de Spaanse Gouverneur-Generaal in de Zuidelijke Nederlanden. Doordat de Engelse koning zo gecharmeerd was door de Brugse gastvrijheid en vriendschap, kwam Arrazola terug met royale geschenken en beloften waaronder het Privilegie der Visscherie.

### Voorzitter Koninklijke Kamer van Koophandel
De schenkingen lieten de gilden van Sint-Joris, Sint-Sebastiaan en Sinte-Barbara toe om elk een nieuwe gildezaal te bouwen. De Engelse koning deed ook de belofte dat Duinkerke weer opnieuw een open haven zou worden voor de Brugse vloot terwijl na een latere reis Arrazola terugkeerde met een voor de Brugse gewesten zeer gunstig handelsakkoord. De koning vaardigde in 1666 het Eeuwig Privilegie van de Visscherie uit, dat aan vijftig Brugse vissersschepen vrij en onbelast toelating gaf om in de Engelse en Schotse territoriale wateren te gaan vissen.
Toen Arrazola van deze laatste reis terugkeerde, werd hij door de Spaanse overheid benoemd tot voorzitter van een op te richten Koninklijke Kamer van Koophandel die in Brugge zou zetelen. Deze moest de verschillende lokale handelskamers in de Spaanse Nederlanden vervangen. De oprichting hiervan werd echter bestreden door de afzonderlijke kamers van verschillende handelssteden zoals Antwerpen, en faalde uiteindelijk.

### Koninklijk commissaris voor de vernieuwing van de magistratuur van Brugge
De succesvolle en langdurige ambtelijke loopbanen van burgemeester Stochhove en Marc Arrazola waren een kruisbestuiving. De invloed van Arrazola en zijn familie in Brussel en zijn goede relaties met de Brugse magistratuur zorgden ervoor dat hij door de centrale overheid werd afgevaardigd om als koninklijk commissaris de vernieuwing van de besturen in Brugge en het Brugse Vrije te leiden. Als rechtstreekse relatie van het centrale gezag kon Arrazola zijn intrek nemen in het Brugse Prinsenhof, dat de vroegere residentie was van de Bourgondische hertogen en nog altijd aan de centrale overheid toebehoorde.

## Nazaten
Van zijn tweede vrouw Josine Stochove had Marc-Albert vier kinderen, onder wie:
- Marc-Albert Arrazola junior (1642-1670), die raadslid was van de stad Brugge en waarschijnlijk ongehuwd bleef.
- Jean-François Arrazola (†1682) werd schepen van het Brugse Vrije. Hij trouwde met de Engelsen Françoise Bucx en Anna Roper, nicht van Robert Dormer, 1ste Graaf van Carnarvon.
  - Jerome Arrazola (†1749), schepen van Brugge, getrouwd met Marie van Duerne de Damast en begraven in de grafkelder van de familie Roper in het koor van de O.L.Vrouwekerk.
    - Jean-François Arrazola.
    - Marc Arrazola.
    - Ange Arrazola.
    - Jean-Joseph Arrazola, benedictijn.
    - Marc Arrazola (†1724), getrouwd met Claire de la Villette.
      - Marc Albert Arrazola (1724-1779), heer van Zuytcote en Monswalle, schepen van het Brugse Vrije getrouwd in 1752 met Marie-Caroline le Bailly (1724-1804).
        - Marc-Joseph Arrazola (1754-1804), ongehuwd gebleven, laatste naamdrager van deze tak.
        - Marie-Thérèse Arrazola (1759-1828), getrouwd met Renon le Bailly (1757-1824).